# 分子アセンブラ
分子アセンブラ（ぶんしアセンブラ、英語: Molecular assembler）は、環境中の原子を材料として分子を組み立てる想像上の機械。

## 概要
K・エリック・ドレクスラーによって提唱された究極のボトムアップ方式のナノマシンの製造方法で、現在主流のトップダウン方式とは全く異なる。
メッセンジャーRNAからの命令を受けて蛋白質を作るためのアミノ酸を合成する細胞は一種の分子アセンブラとの見方も出来るが、分子アセンブラとはあくまでも人工物を対象としている点が異なる。SFでは定番の手法で自動的に修復する機械などが描かれる。従来は想像の産物に過ぎないと見られていたが、近年では複数のグループが実現に向けて基礎的な研究を続けるが、その実現性を疑問視する意見も散見される。
また、仮に実現したとしても人の介在しない状況で自己増殖したり（グレイグー）、自然界では分解の困難な有害物質を合成するなどの懸念も浮上しつつある。